# Peter Palúch
Peter Palúch (* 17. února 1958, Vsetín) je bývalý slovenský fotbalista, brankář. Jako hráč Plastiky Nitra (dnes FC Nitra) se dostal do výběru trenéra Jozefa Vengloše na mistrovství světa 1990 v Itálii, kde Československo postoupilo do čtvrtfinále (on sám však na šampionátu nenastoupil a nesehrál ani jiné reprezentační utkání). Za Nitru odchytal 183 ligových utkání, hrál v ní v letech 1981–1991.